# Терско-Кумска низина
Тѐрско-Ку̀мската низина (на руски: Терско-Кумская низменность) е обширна низина в най-южната част на Източноевропейската равнина, източната част на Предкавказието, съставляваща югозападната част на Прикаспийската низина. Простира се на територията на Дагестан, Ставрополски край, Чечения и Северна Осетия в Русия. Разположена е между долините на реките Терек на юг и Кума на север, Каспийско море на изток и Ставрополското възвишение на запад. Височина до 100 m, като източната ѝ част лежи под морското равнище. Дели се на 3 части: Прикумска пясъчно-глинеста равнина на север, Терско-Кумски пясъци (Ногайска степ) на север от река Терек и делтите на реките Терек и Сулак на югоизток. Има полупустинен ландшафт, а делтите на двете реки са силно заблатени. Голяма част от територията ѝ се използва за пасища. В южните ѝ части се разработват находища на нефт и газ. В западната ѝ част от река Терек до река Кума е изграден Терско-Кумския напоителен канал (дължина 150,3 km), от който на изток се отделят второстепенни канали (Сухокумски, Караногайски и др.) за напояване на най-сухите ѝ части.